# The Plunger
The Plunger er en amerikansk stumfilm fra 1920 af Dell Henderson.

## Medvirkende
- George Walsh som Schuyler
- Virginia Valli som Alice Houghton
- Byron Douglas som John Houghton
- Richard Neill som Norman Yates
- Edward Boulden som Jimmie Mullin
- Inez Shannon som Mrs. Mullin
- Irving Brooks som Beggs
- Robert Vivian som Dobbins
- W.S. Harkins som Richard Dodge